# Lincoln (phim)
Lincoln là một phim điện ảnh chính kịch lịch sử của Mỹ năm 2012 do Steven Spielberg đạo diễn kiêm sản xuất, với sự tham gia diễn xuất của nam diễn viên Daniel Day-Lewis trong vai Tổng thống Hoa Kỳ Abraham Lincoln, cùng với các diễn viên Sally Field, David Strathairn, Joseph Gordon-Levitt, James Spader, Hal Holbrook và Tommy Lee Jones trong vai các nhân vật phụ. Phần kịch bản được chấp bút bởi Tony Kushner chủ yếu dựa trên nội dung của cuốn sách tiểu sử Team of Rivals: The Political Genius of Abraham Lincoln của nữ nhà văn Doris Kearns Goodwin, với nội dung bao trọn giai đoạn bốn tháng cuối cuộc đời của Lincoln, tập trung khắc họa những nỗ lực của ông vào tháng 1 năm 1865 nhằm khiến Hạ viện Hoa Kỳ phải thông qua Tu chính án thứ 13 của Hiến pháp Hoa Kỳ.

## Nội dung
Phim kể về cuộc đời của vị tổng thống thứ 16 của Hoa Kỳ vĩ đại Abraham Lincoln. Khi cuộc nội chiến tiếp tục diễn ra dữ dội, Tổng thống Mĩ đấu tranh không những với sự tàn sát vẫn đang tiếp diễn trên mặt trận, mà còn với nhiều thế lực khác với quyết định giải phóng nô lệ của mình...

## Diễn viên
- Daniel Day-Lewis vai Tổng thống Abraham Lincoln
- Sally Field vai đệ nhất phu nhân Mary Todd Lincoln
- Joseph Gordon-Levitt vai con trai họ, sinh viên của Harvard và sĩ quan quân đội liên bang Robert Todd Lincoln
- Gulliver McGrath vai Tad Lincoln
- Tommy Lee Jones vai lãnh đạo Đảng Cộng hòa cấp tiến tại Hạ nghị viện Thaddeus Stevens
- David Strathairn vai Thư ký Nhà nước William Seward
- Lee Pace vai cựu Thị trưởng New York Fernando Wood
- Jackie Earle Haley vai Phó tổng thống Hoa Kỳ Alexander H. Stephens
- Gregory Itzin vai John Archibald Campbell
- Bruce McGill vai Thư ký chiến tranh Edwin Stanton
- Walton Goggins vai lãnh đạo Đảng Dân chủ tại Hạ nghị viện Wells A. Hutchins
- Gloria Reuben vai Elizabeth Keckley
- Jared Harris vai Trung tướng Ulysses S. Grant
- Wayne Duvall vai Thượng nghị sĩ Đảng Cộng hòa cấp tiến Bluff Wade